# Karl Ludwig von Bruck

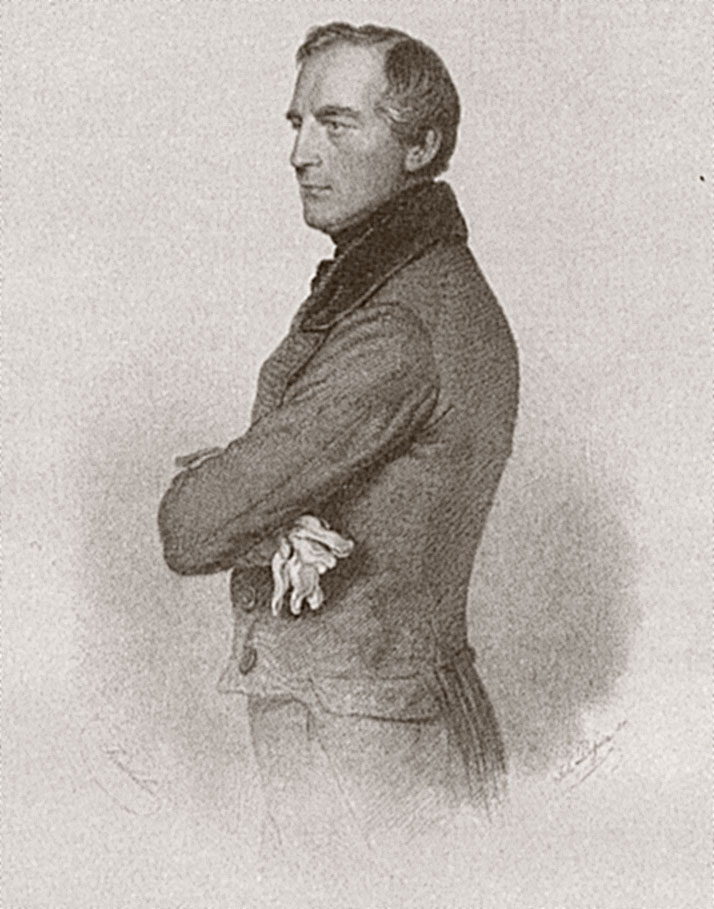
Karl Ludwig von Bruck, stålstick från ca 1860

Karl Ludwig von Bruck, född 8 oktober 1798 och död 23 april 1860, var en österrikisk-ungersk friherre och statsman.
von Bruck deltog som officer i preussiska armén i kriget 1814-15. Han grundade efter vidsträckta resor i det kända rederiet Österrikiska Lloyd i Triest 1833. 1848 valdes von Bruck in i tyska nationalförsamlingen i Frankfurt am Main som representant för Triest, varvid han även fungerade som ombud för Österrike-Ungern. 1849-1851 var han handelsminister, och var som sådan medarbetare till författningen av 4 mars 1849. Han användes 1853 som diplomatisk underhandlare med Preussen och Turkiet och gjorde härvid sitt land stora tjänster. 1855 blev han finansminister, och fortsatte på den posten de storslagna reformer på det ekonomiska området, som han under sin tidigare ministertid påbörjat. 1860 blev han dock med orätt anklagad för delaktighet i den stora finansskandalen Eynatten, och avskedade 27 april samma år under onådiga former, och tog i förtvivlan häröver sitt liv. Hans oskuld blev senare konstaterad.